# Heidi Heitkamp
Heidi Heitkamp (Breckenridge, 1955. október 30. –) az Amerikai Egyesült Államok Észak-Dakota államának szenátora.